# ディップ (調味料)
ディップ（英語: dip）とは、クラッカー、トルティーヤ、トルティーヤ・チップス、ピタ、細かく切った野菜類などの味の薄い物をそれに浸して味付けをする調味料。dipとは本来英語で「液体に少し潜らせる」という意味である。ディップをつけた食材はデザート、酒の肴や副食、ときには主食に用いられる。

## ディップの種類

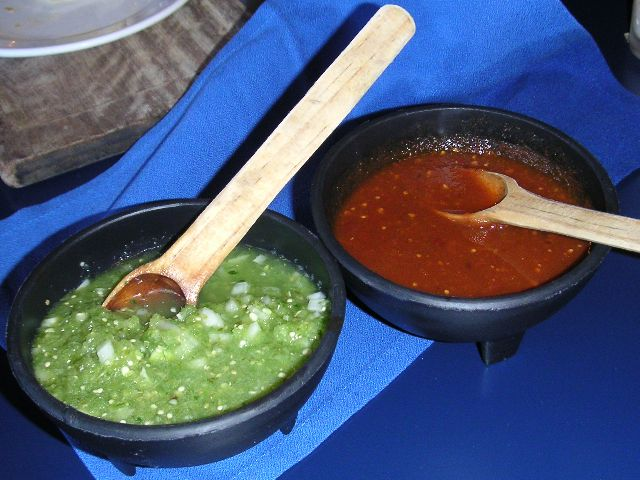
緑サルサと赤サルサ

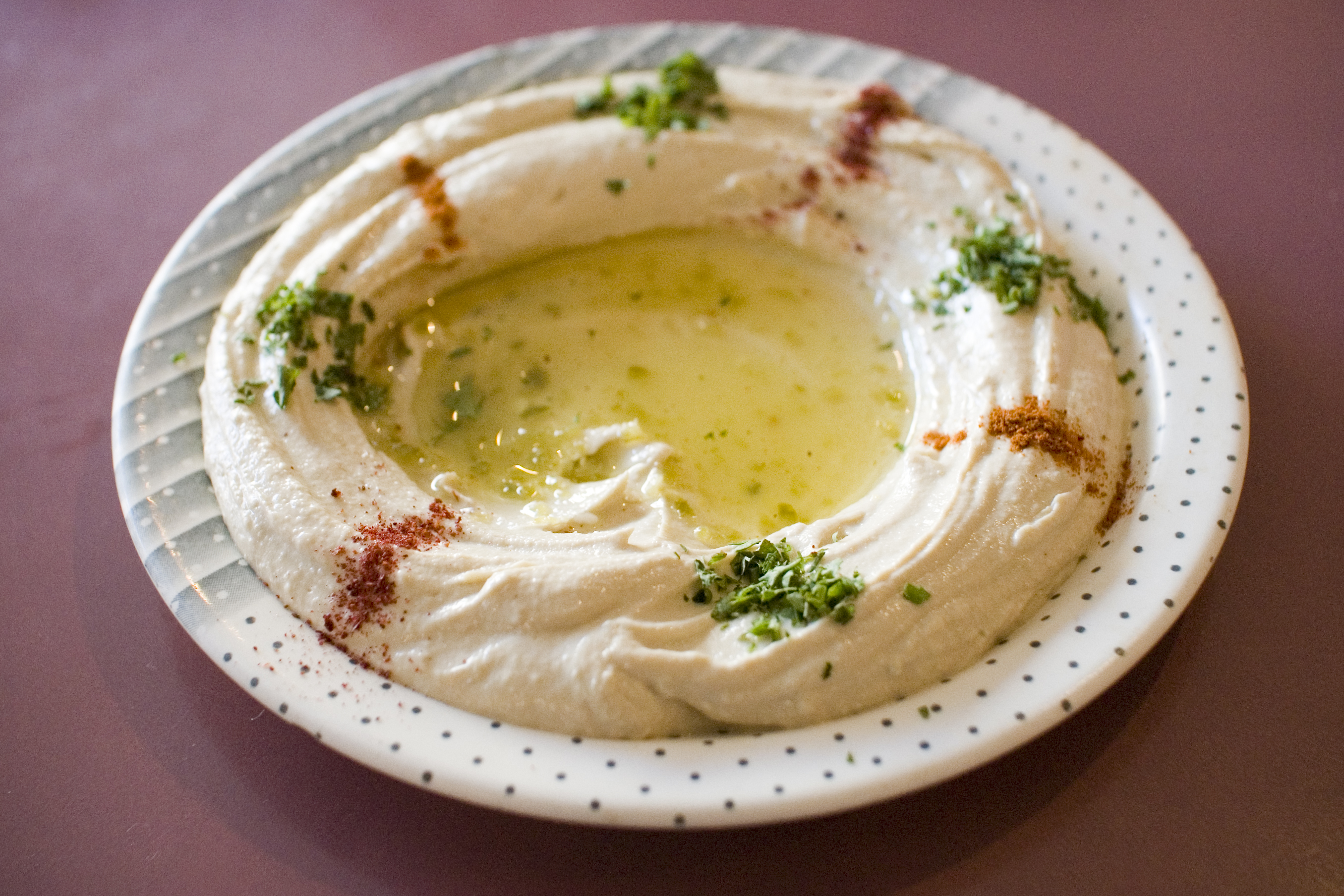
フムス

現在、様々な国・地方起源の沢山のディップがある。代表的なものにこれらがある。

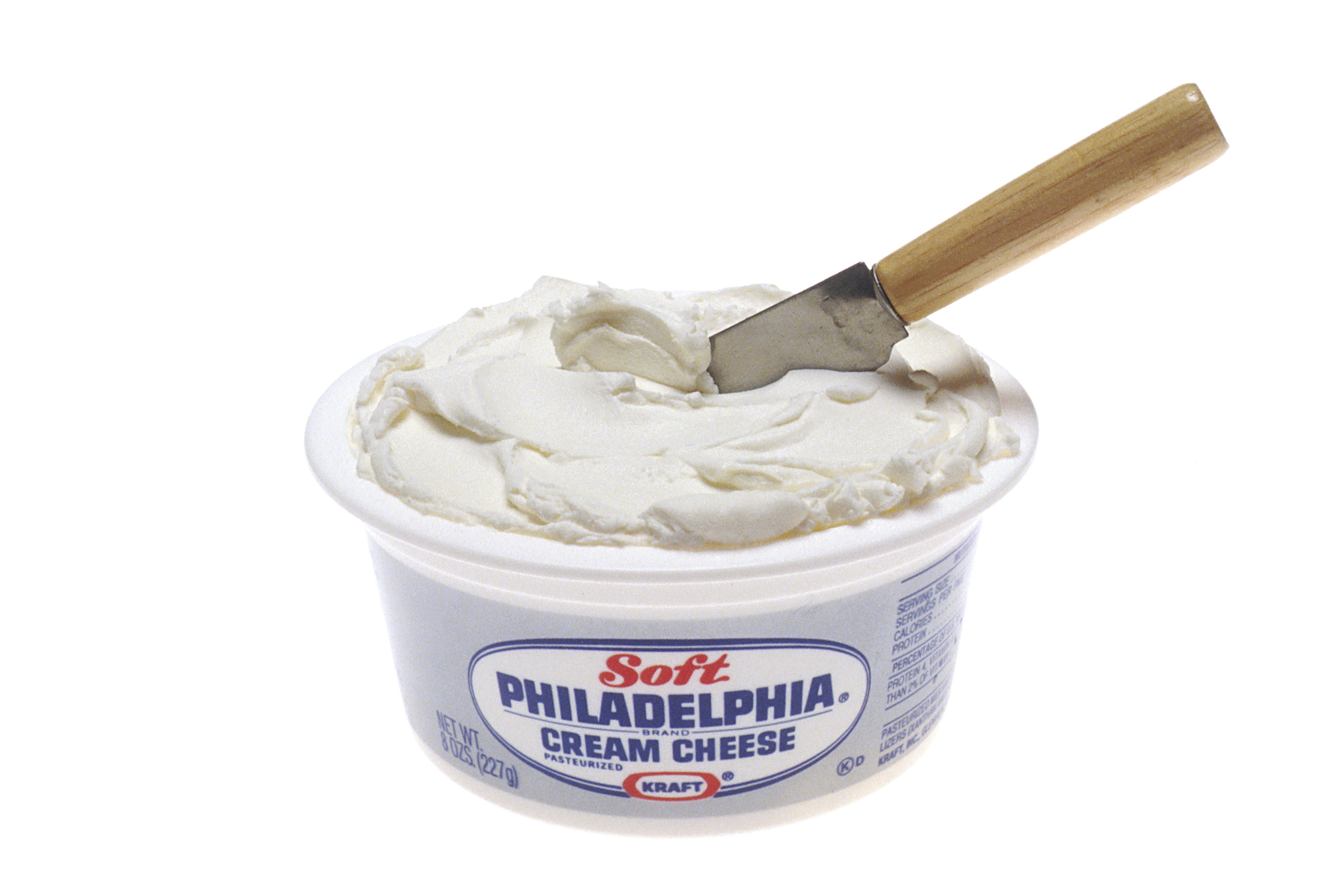
米国で代表的なクラフトフーズのクリームチーズ

クリームチーズ

アメリカ合衆国起源で、もともと味付けはないが、スモークサーモン味のクリームチーズ、明太子入りクリームチーズなどもある。
グアカモーレ
メキシコ起源のディップで、アボカドに様々なものを入れて作る。
サルサ

スペインおよびラテンアメリカ起源の調味料で、トマト、タマネギ、唐辛子などで作る。サルサ・クルダ、緑サルサ、赤サルサなど多種類がある。
フムス（またはハマス）

トルコ、イスラエルなど中東地域起源のヒヨコマメを練りつぶしたものに様々なものを加える。
ザジキ
ギリシャのギリシャヨーグルトをベースにしたもの。
もろみ味噌
醤油のもろみを原料とした加工味噌の一種。きゅうり（もろきゅう）など生野菜につける。
ヴィン・サント
イタリアでは伝統的にビスコッティとともに供され、ビスコッティはこのワインに浸して食べる。